# 三嶋典東
三嶋 典東（みしま てんとう、 1948年5月22日 - 2012年12月1日）は、日本のイラストレーター、ブックデザイナー、グラフィックアーティスト。本名 渡邉典治 ( わたなべ のりはる ）。

## 略歴
- 1948年 北海道瀬棚郡今金町生まれ[3]
- 1967年 函館ラ・サール高等学校卒業
- 1968年 東横美術学園卒業
- 1968年 武蔵野美術大学造形学部産業デザイン学科商業デザイン専攻入学
『B=B』（後にTHE BLUES）誌デザイン：ガリ版印刷による
- 1969年 京大バリ祭―食堂ホール壁画
日宣美粉砕運動
私塾・岡田隆彦×多木浩二メンバー
劇団天井桟敷・美術アシスト
粟津潔『デザイン図絵』アシスト
『火急』誌デザイン
- 1970年 佐々木幹郎詩集『死者の鞭』装幀
- 1971年 寺山修司『続　書を捨てよ町へ出よう』装幀・装画
- 1972年 武蔵野美術大学卒業[4]
年鑑日本のイラストレーション’72（講談社）作品収録
詩と思想『白鯨』誌デザイン
4月センシュウ・アドクリエーターズ入社 1973年退社
―以後フリーランス：装幀・デザイン・イラストレーション等,紙・印刷メディアを主とする制作活動
- 1982年 カレー店経営
- 1990年 東京イラストレーターズ・ソサエティ会員
- 1991年 有限会社テン・ネット・ワークス設立
- 1994年 日本図書設計家協会会員
- 1999年 武蔵野美術大学非常勤講師
- 1999年 - 2006年 創形美術学校非常勤講師
- 2005年 武蔵野美術大学教授（視覚伝達デザイン学科）[5]
- 2012年 逝去　享年64[6]

## 個展
- 1975年 不忍画廊『28の指・国吉直敬氏追悼』
- 1979年 郵送個展『tento’s 創刊』
- 1980年 郵送個展『tento’s #2』
- 1982年 郵送個展『tento’s #3』（雨のイラストレーション特集）
- 1983年 アトリエ展『雨　RAIN TRAIN』
京成上野ステーションギャラリー『雨100描』
船橋西武プチギャラリー『雨　RAIN TRAIN原画展』
- 1985年 アトリエ展『風　WIND MIND』
- 1986年 柳沢画廊『風に、鉄の雲が。―スーパーデッサン I ―　
日辰画廊『風神・春泥』
船橋市役所美術コーナー『雨の宇・風の宙』
西友北習志野店『雨がいっぱい』
- 1987年 アトリエ展『光　LIGHT FIGHT』
BRANCH WORKS『NU』
柳沢画廊『天気雨がいい』
BOX 『RAIN TRAIN-BEST COLLECTION』
スペース桐里『LINE LIFE』
- 1989年 電通アドギャラリー『線生活　LINE LIFE』
柳沢画廊『PENNY RAIN』
- 1990年 スペースプリズム・デザイナーズギャラリー『三嶋典東イラストレーション本』
- 1991年 ストライプハウス美術館『三嶋典東全能力展　店卸　TANA-OROSI』
柳沢画廊『上海幻画 』
Pinpoint Gallery『上海スケッチ』
- 1993年 Pinpoint Gallery『ヌ・ブルー』
- 1994年 柳沢画廊『なにげない』
- 1996年 王子ペーパーギャラリー銀座『一、二』
- 1998年 柳沢画廊『プリンテッド』
- 2009年 柳沢画廊『Sand and 砂』
スーパー・デラックス『PENish “Live” Line　三嶋典東の線次元』
- 2010年 NANZUKA AGENDA SHIBUYA『LINE MAN』
- 2014年 パワーハウス『三嶋典東★俳句雑誌「田」表紙イラストレーション展』
- 2015年 柳沢画廊『COLOR WORKS』

## 自主制作
- 1999年 『sand and 砂』
- 2002年 『bubble able 泡』
- 2005年 - 2007年 『wave w-v 波』

## グループ展
- 1973年 『現代日本の本の装幀展』武蔵野美術大学美術資料図書館
- 1991年 『水のアラベスク』目黒区美術館
- 1991年 - 2009年 TIS（東京イラストレーターズ・ソサエティ）企画展
- 1992年 『わがままな本展』松明堂ホール
- 1996年 『日本のブックデザイン1946―95展』ギンザ・グラフィック・ギャラリー
- 1998年 - 2009年 SPA（日本図書設計家協会）企画展
- 2008年 『311個の地球―日韓』TDC

## 作品集
- 1972年 『舞姫』私家版  Director 近藤聰  Photo 宍田利孝  装幀・レイアウト : 三嶋典東
- 1984年 『雨　RAIN TRAIN』岩崎美術社　跋文・帯：片岡義男　本文：福島泰樹・佐治晴夫・八木忠栄　装幀：和泉賢二　編集：佐藤文夫
- 1986年 『風　WIND MIND』岩崎美術社　跋文・帯：若桑みどり　本文：池成子・佐治晴夫・澤田精一　装幀：和泉賢二　編集：岩橋文武　制作：熊澤正人（パワーハウス）『NUヌード』メリーウェルズ
- 1988年 『線生活　LINE LIFE』岩崎美術社　跋文：粟津潔・片岡義男・油谷勝海　編集：田村信夫
- 1990年 『光　LIGHT FIGHT』岩崎美術社　跋文：小野耕世・松村洋　装幀：和泉賢二　編集：佐藤文夫
- 1993年 『線の贈りもの』岩崎美術社　編集：井形律子
- 1996年 『オリーブの天使たち』 河出書房新社  Produced and designed by Ikuyoshi Shibukawa
- 1996年 『仔馬のハル』架空社
- 2009年 『LINE STYLE』P-Vine Books　編集：岩崎梓　図版構成・レイアウト：三嶋典東　デザイン・組版：白井敬尚
- 2013年 『線の稽古　線の仕事』武蔵野美術大学出版局　図版構成・レイアウト：三嶋典東　編集：木村公子
- 2015年 『COLOR WORKS』 三嶋典東事務所　アートディレクション：和泉賢二　デザイン：井上知美 (セントラルデザイン)

## 共著書
- 1982年 『宇宙・不思議ないれもの』　佐治晴夫、ほるぷ出版
- 1986年 『宇宙・素粒子・わたしたち』佐治晴夫、ほるぷ出版，
『はしっこ　まんなか』松本小四郎、大成建設
- 1988年 『メディア遊走』松村洋、勁草書房
- 1989年 『ビートルズ』正津勉、ブロンズ新社
- 1993年 『水の星・アキレス』黒田絵里、理論社

## 限定本
- 1980年 『ピエロ II』（同人誌）創刊号
- 1985年 『ART WORKS』（ザ・アートワークス・コミッティ）創刊号
- 1989年 - 1997年『TEN BY TEN』（個人誌）
- 1990年 『ART WORKS』（ザ・アートワークス・コミッティ）最終号
- 1990年 『GOD GOOD』（ザ・アートワークス・コミッティ）
- 1992年 『A BOOK END』（松明堂ホール）
- 1997年 - 2012年『花のかい』（花の会）
- 2003年 『墨東画団』（同人誌）

## エッセイ
- 1974年 『ルネ・マグリット論』芸術倶楽部（フィルムアート社）
- 1977年 『田中恭吉論』月刊ポエム（すばる書房）
- 1979年 『荻久保和正論』私家版 – 銅版画集 – 栞
- 1984年 『工藤哲巳論』六月の風（UNAC TOKYO）
- 1990年 『住まい手の言葉』新建築 – 9
- 1985年 『寺山修司論』詩学（詩学社）
- 1986年 『フォロン論』毎日新聞（千葉）
『菊地信義論』日本図書新聞
- 1987年 『リキテンスタイン論』毎日新聞（千葉）
- 1992年 『羽山惠論』イラストレーション（玄光社）
- 1994年 『本山吉晴論』DO BOOK（日販）
- 1996年 『質感のある脚』FRaU（講談社）
- 1997年 『須賀敦子』文藝増刊（河出書房新社）
『渡辺淳一論』全集 – 栞（角川書店）
- 1999年 『アノニマス装丁論』日本図書設計家協会会報
- 1999年 『銀座私論』銀座百点（銀座百店会）
- 2001年 - 2002年『本屋論』日本図書設計家教会会報
- 2002年 『バルテュス論』他　Bird & Tree（集英社）#1～#6
- 2009年 『粟津潔論　複々製に進路をとれ』粟津潔60年の軌跡展図録（川崎市市民ミュージアム）